# OZNA
Die OZNA (auch OZN-a bzw. vereinfacht OZNa; grammatisch vom Akronym OZN für serbokroatisch Одељење за заштиту народа Odjeljenje za zaštitu naroda, slowenisch Oddelek za zaščito naroda, mazedonisch Одделение за заштита на народот, d. h. Abteilung für Volksschutz) war der während des Zweiten Weltkriegs im Jahr 1944 gegründete Geheimdienst und die Geheimpolizei Jugoslawiens. Sie erledigte Verhaftungen, Verhöre und Folterungen in eigenen Gefängnissen, Liquidierungen, die Einrichtung von Konzentrationslagern, die Bewachung der Grenzen, die Deportation von Leuten in geschlossene Gebiete, die Ausweisung und Verfolgung von Ausländern, die Organisation von Zwangsarbeit, Zensur, die Kontrolle von Wahlen sowie die Vorbereitung und Durchführung von politischen Prozessen. Nach Kriegsende wurde die OZNA im Jahre 1946 aufgelöst und daraus die zivile Geheimpolizei Uprava državne bezbednosti, kurz UDB (ab 1966 Služba državne bezbednosti, SDB) und der Militärgeheimdienst Kontraobaveštajna služba, kurz KOS (ab 1955 Organ bezbednosti, OB), gebildet.

## Geschichte
Im Jahr 1943 wurde von Dalibor Jakaž ein „Hauptnachrichtenzentrum“ (Glavni obavještajni centar, kurz GOC) der Tito-Partisanen gegründet. Jakaž war zuvor von der Kommunistischen Internationale in Moskau zum Agenten ausgebildet worden. Am 13. Mai 1944 ging daraus die OZNA unter Führung von Aleksandar Ranković hervor, in dem Jakaž die Auslandsabteilung in Belgrad leitete. Bereits im Laufe des Jahres 1944 entstanden auch eigene OZNA-Abteilungen auf Ebene einiger Republiken, so in Slowenien unter Ivan Maček-Matija, in Kroatien unter Ivan Krajačić, in Serbien unter Slobodan Penezić-Krcun, in Belgrad unter Miloš Minić und in der Vojvodina unter Petar Relić.
Josip Broz Tito beschrieb die wesentlichsten Aufgaben der OZNA:

„Einer der Garanten für den Erhalt der neuen demokratischen Gewalt im Föderativen Demokratischen Jugoslawien ist der Aufbau und die Instandsetzung der Organe für Staatssicherheit. […] Die Abteilung zum Schutz des Volkes muss zu einer festen Stütze unserer Armee, unserer Staatsgewalt im Kampf gegen den Okkupanten und all seiner Helfershelfer werden. Die Organe der OZNA müssen die konsequentesten Beschützer und Hüter der Errungenschaften des Volksbefreiungskampfes sein. Unerbittlich gegenüber unserem Feind, gerecht jedem ehrlichen Menschen gegenüber, wird die OZNA die beliebteste Organisation unseres Volkes.“

Massenexekutionen wurden unter der Leitung und Aufsicht der OZNA vom Korpus narodne odbrane Jugoslavije (KNOJ) organisiert und ausgeführt.

## Organisation
Die OZNA hatte zuletzt fünf Abteilungen:
1. Nachrichtendienst, für die Organisation nachrichtendienstlicher Aktivitäten in okkupierten Gebieten.
2. Gegenspionage, zum Sammeln von Informationen über politische Gruppierungen der Freiheitskämpfer, feindlichen Geheimdienstaktivitäten und bewaffneten nationalen Gruppen, die eine Gefahr für das Regime darstellten (nach der Auflösung der OZN entstand hieraus die UDB).
3. Militärische Spionageabwehr, für die nachrichtendienstliche Sicherheit der Tito-Partisanen (nach der Auflösung der OZN wurde sie als KOS direkt der Armee unterstellt).
4. Technische Abteilung, zur Bearbeitung der technischen Aufgaben des Geheimdienstes.
5. Abteilung für die Beobachtung und Bekämpfung ausländischer Nachrichtendienste (ab 1945).[7]

## Bekannte Persönlichkeiten
- Josip Manolić